# Йео, Мусса Кунфоло
Мусса́ Кунфоло́ Йео́ (фр. Moussa Kounfolo Yeo; родился 1 июня 2004, Бамако) — малийский футболист, полузащитник австрийского клуба «Ред Булл Зальцбург».

## Клубная карьера
Воспитанник малийского клуба «Гидарс», в 2022 году Йео попал в австрийский «Ред Булл Зальцбург» и начал выступать за фарм-клуб «Лиферинг», за который дебютировал 19 августа 2022 года в матче второй лиги против «Амштеттена». 12 мая 2024 года впервые сыграл за «Ред Булл Зальцбург» в матче австрийской Бундеслиги против «Хартберга». 10 августа 2024 года в матче чемпионата Австрии против клуба «Блау-Вайсс Линц» Йео забил свой первый гол за «Зальцбург», а также отметился голевой передачей.